# Building The Gherkin
Der Film Building The Gherkin von Regisseurin Mirjam von Arx aus dem Jahr 2006 begleitet den Bau des Wolkenkratzers 30 St Mary Axe in London, im englischen Volksmund auch als „Gherkin“ (deutsch: Gurke) bekannt. Neben der Dokumentation des gesamten Entstehung des Gebäudes enthält der Film auch Interviews mit dem Architekten Norman Foster, in denen dieser über seine Arbeit, seine Ideale und London spricht. Über den Film verteilt geben weitere Beteiligte Interviews zur Arbeit und zu ihrer Rolle bei der Entstehung und Realisierung des Bauvorhabens.

## Drehorte
Der Film wurde von 2000 bis 2005 vor Ort in London gedreht.

## Besonderheiten
Überschattet wurden die Dreharbeiten von dem Anschlag im Jahr 2001 auf das World Trade Center in New York. Diese veranlassten die Beteiligten, den Bau eines neuen Wolkenkratzers in London grundsätzlich nochmals zu hinterfragen.

## Kritiken
„Architektur-Avantgarde trifft Kino, der Zuschauer erlebt hautnah die Gestaltung des öffentlichen Raumes in ihrer spektakulärsten Form.“

## Auszeichnungen
- Award auf dem Festival International du Film sur l’Art in Montréal 2006 für Building the Gherkin[3]